# 女御
女御（にょうご）は、天皇の後宮の身位の一つで、天皇の寝所に侍した。官名は中国・周代の官制を記した『周礼』に由来し、位は皇后・中宮に次ぐ。また、女御のうち、女性皇族たる女王が女御となった場合の呼称を王女御という。
初見は『日本書紀』雄略天皇の条であるが、実際は桓武天皇の代に紀乙魚・百済王教法などを女御としたのに始まる。当初、その位は低かったが次第に高まり、平安時代中期以降は、皇后は女御から昇進する慣例が確立した。最後の女御は孝明天皇の女御である九条夙子（英照皇太后）。
定員はなく、複数の女御がいる場合は住まう殿舎の名を取って「承香殿女御」などと呼んだ。
応仁の乱以後、上流貴族の娘の入内が絶えると、女御も存在しなくなった。後陽成朝に近衛前久の娘の前子が豊臣秀吉の養女として女御となり、ついで後水尾朝に徳川秀忠の娘の和子が女御になり、さらに中宮へ昇った。江戸時代には歴代天皇の正妻として摂家や世襲親王家の娘が一人だけ女御となり、しばしば准三宮となった。しかし霊元天皇や光格天皇などは女御を中宮に立てたものの、立后させない例の方が多かった。